# Liste der Stolpersteine in Elzach
Die Liste der Stolpersteine in Elzach enthält die Stolpersteine, die im Rahmen des gleichnamigen Kunst-Projekts von Gunter Demnig in Elzach verlegt wurden. Mit ihnen soll an die Opfer des Nationalsozialismus erinnert werden, die in Elzach lebten und wirkten.

## Liste der Stolpersteine
| Stolperstein | Inschrift | Verlegeort            | Name, Leben |
| --- | --- | --------------------- | --- |
| Bild gesucht Der Benutzer GeorgDerReisende ( Diskussion ) wünscht sich an dieser Stelle ein Bild vom Ort mit diesen Koordinaten 48.17191 8.070031 . Motiv: Freiburger Straße 6: Stolpersteine für Familie Türkheimer, die Lage und das Haus Falls du dabei helfen möchtest, erklärt die Anleitung , wie das geht. BW | HIER WOHNTE DR. BRUNO TÜRKHEIMER JG. 1891 OPFER DER 'JUDENAKTION' 10.11.1938 SOG. REICHSKRISTALLNACHT 'SCHUTZHAFT' KZ DACHAU FLUCHT 1938 USA | Freiburger Straße 6 · | Dr. Bruno Türkheimer wurde am 15. Januar 1891 in Münzesheim geboren. Seine Eltern waren der Kaufmann Alexander Türkheimer und dessen Frau Jeanette, geborene Türkheimer. Im Jahr 1915 wurde er zum Tierarzt approbiert, 1931 promovierte er in München mit der Dissertation Zur Frage der Bekämpfung der Bazillus-Enteritidis-Infektion in Viehbeständen. Er heiratete Paula Mayer, das Paar bekam zwei Kinder, Elfriede Lieselotte (geboren 1923) und Fred Günter (geboren 1925). Die Familie lebte in Elzach, wo Bruno Türkheimer als Tierarzt tätig war, im Jahr 1938 erfolgte die Flucht in die USA, San Francisco. Dort lebte die Familie erst einmal mittellos, da die Flucht alle Reserven aufgebraucht hatte, später wurde Türkheimer leitend in einer Tierklinik tätig. Bruno Türkheimer starb 24. August 1967. |
| Bild gesucht Die Wikipedia wünscht sich an dieser Stelle ein Bild vom hier behandelten Ort. Falls du dabei helfen möchtest, erklärt die Anleitung , wie das geht. BW | HIER WOHNTE ELFRIEDE TÜRKHEIMER JG. 1922 OPFER DER 'JUDENAKTION' 10.11.1938 SOG. REICHSKRISTALLNACHT FLUCHT 1938 USA                         | Freiburger Straße 6 · | Elfriede Türkheimer (1922–) |
| Bild gesucht Die Wikipedia wünscht sich an dieser Stelle ein Bild vom hier behandelten Ort. Falls du dabei helfen möchtest, erklärt die Anleitung , wie das geht. BW | HIER WOHNTE GÜNTER TÜRKHEIMER JG. 1925 OPFER DER 'JUDENAKTION' 10.11.1938 SOG. REICHSKRISTALLNACHT FLUCHT 1938 USA                           | Freiburger Straße 6 · | Günter Türkheimer (1925–) |
| Bild gesucht Die Wikipedia wünscht sich an dieser Stelle ein Bild vom hier behandelten Ort. Falls du dabei helfen möchtest, erklärt die Anleitung , wie das geht. BW | HIER WOHNTE PAULA TÜRKHEIMER GEB. MAYER JG. 1896 OPFER DER 'JUDENAKTION' 10.11.1938 SOG. REICHSKRISTALLNACHT FLUCHT 1938 USA                 | Freiburger Straße 6 · | Paula Türkheimer (1896–) |

## Verlegedatum
- 6. November 2023